# Megazostrodon
Megazostrodon (diente de gran circunferencia) es un género extinto del clado de los Mammaliaformes, probablemente uno de los primeros mamíferos; aparece en los registros fósiles aproximadamente hace 200 millones de años. Es de gran importancia pues posiblemente sea el protomamífero superviviente de las catástrofes que acabaron con el triásico del que desciende toda la clase Mammalia. Su cráneo era apenas más largo que un dedo humano, tenía afilados y especializados dientes, cuatro patas y un hocico largo.

## Características
Megazostrodon es uno de los mamíferos primitivos parecidos a la musaraña que vivieron principalmente en el período Jurásico. Es uno de los primeros mamíferos.
Las características de este animal permiten suponer que se trataba de la última escala de la transición de los cinodontos a mamíferos auténticos.
Por el registro fósil, sabemos que Megazostrodon fue un animal pequeño, quizá no más de 10 a 12 cm de longitud, que probablemente se alimentaba de insectos, lagartos y otra pequeña microfauna.
Se piensa que quizá estos animales fueran nocturnos, debido a que sus cerebros eran más grandes que los de los cinodontos y las áreas del olfato y del oído estaban muy desarrolladas. Esta característica es lo que les daría cierta ventaja a la hora de no ser alcanzados por los pequeños terópodos con los que convivía, o para poder cazar sus presas.
Megazostrodon rudnerae fue encontrado en Lesoto por Ione Rudner (el nombre específico le honra) en 1966. Fue descrito por A.W. Crompton and F.A. Jenkins Jr. en 1968.
Megazostrodon es el único género bien conocido de la familia Megazostrodontidae.